# Імельно (Слупецький повіт)
Імельно (пол. Imielno) — село в Польщі, у гміні Заґурув Слупецького повіту Великопольського воєводства.
Населення — 315 осіб (2011).
У 1975—1998 роках село належало до Конінського воєводства.

## Демографія
Демографічна структура станом на 31 березня 2011 року:
|          | Загалом | Допрацездатний вік | Працездатний вік | Постпрацездатний вік |
| -------- | ------- | ------------------ | ---------------- | -------------------- |
| Чоловіки | 161     | 39                 | 106              | 16                   |
| Жінки    | 154     | 35                 | 86               | 33                   |
| Разом    | 315     | 74                 | 192              | 49                   |